# Melanodes carvus
Melanodes carvus là một loài bướm đêm trong họ Geometridae.